# Landskrona kallbadhus

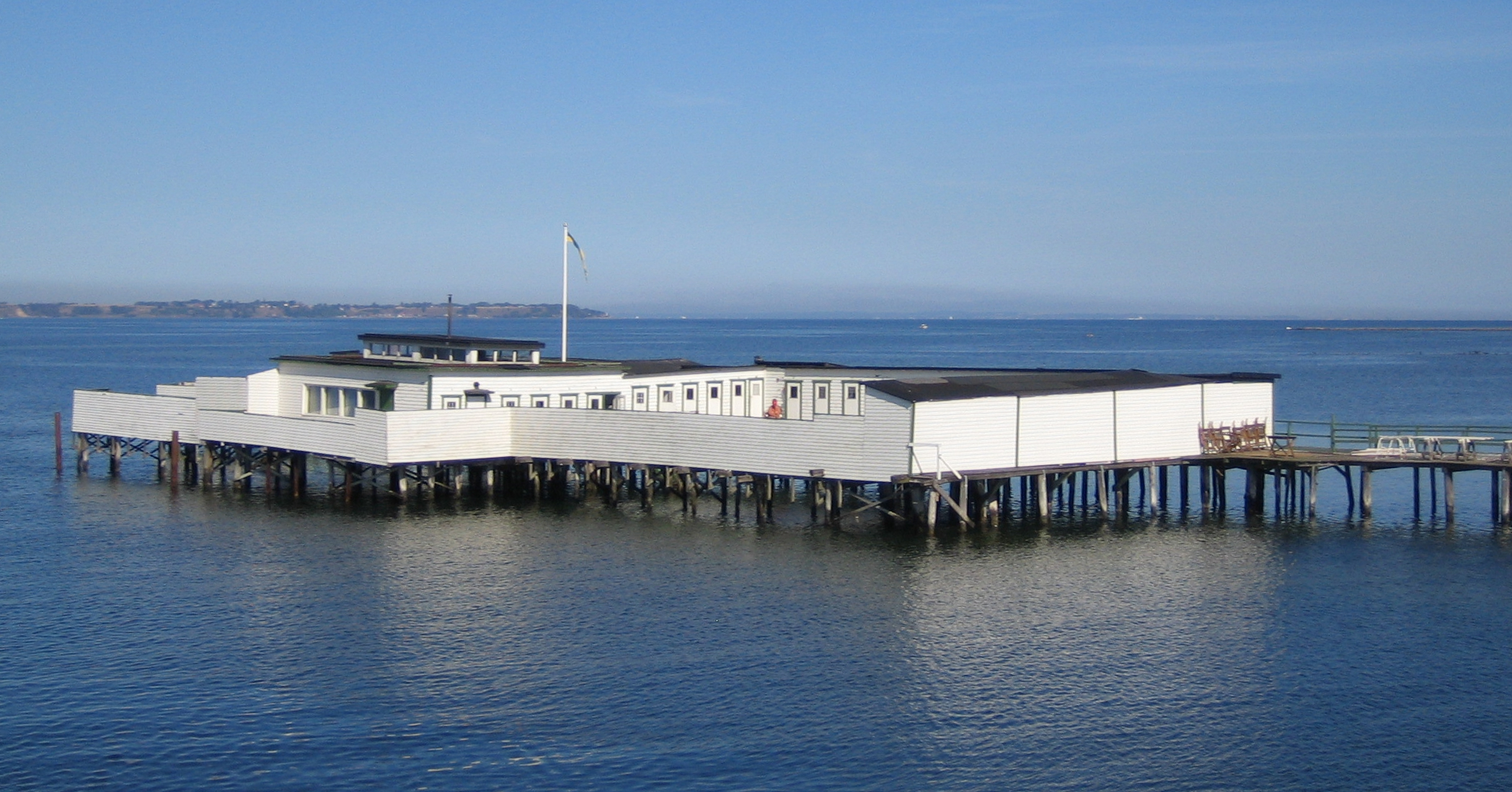
Landskrona kallbadhus innan det förstördes.

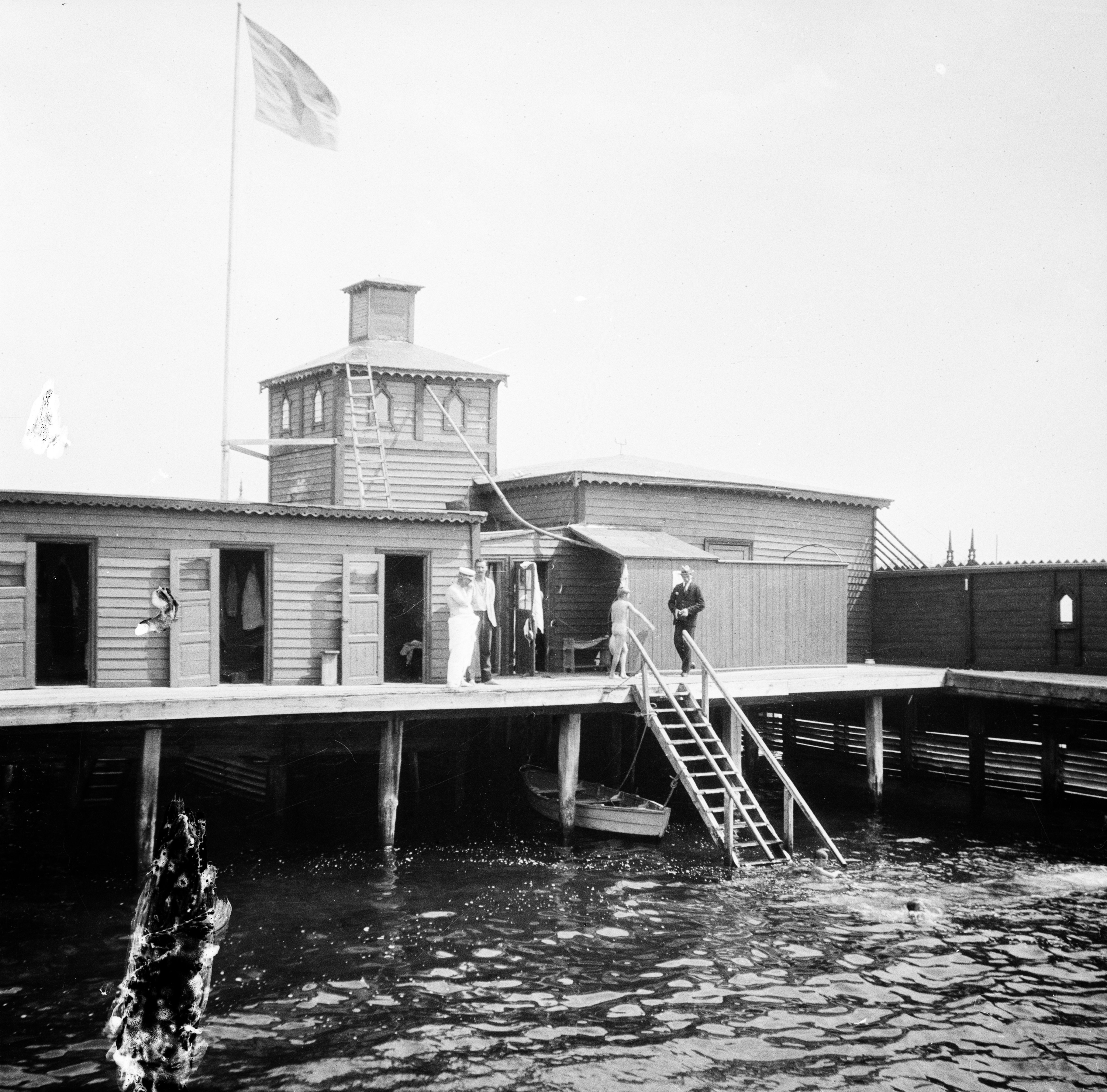
Landskrona kallbadhus, tidigt 1900-tal.

Landskrona kallbadhus var ett kallbadhus i Landskrona i västra Skåne. Badhuset uppfördes 1877 och var därmed ett av de äldsta i sitt slag i Sverige. Badhuset drevs i nästan 90 år i privat regi. Det övertogs 1966 av badföreningen Doppingarna, som ägde och drev badet. Badet försvann i stormen Sven i december 2013.
En brygga med ett nytt kallbadhus skall byggas vid stranden utanför vattentornet. Det  beräknas vara klart för invigning år 2024.